# Nora Friedel
Nora Friedel (* 1978) ist eine österreichische Drehbuchautorin, Regisseurin und Filmproduzentin. Sie lebt und arbeitet in Wien.

## Leben und Werk
Nora Friedel studierte Fotografie und Transmediale Kunst an der Universität für angewandte Kunst Wien sowie Theater-, Film- und Medienwissenschaften und Gender Studies. Seit 2007 ist sie in verschiedenen Bereichen der Filmproduktion und -vermittlung tätig, unter anderem für La Banda Film, Nikolaus Geyrhalter Film, Mobilefilm Produktion und KGP Filmproduktion.
Als Drehbuchautorin schrieb sie 2022 das Drehbuch zum TV-Krimi Tod im Weinberg aus der Reihe Blind ermittelt (ORF/ARD). Bereits 2016 realisierte sie ihren Kurzspielfilm Mimikri, für den sie 2017 mit dem Thomas Pluch Drehbuchpreis ausgezeichnet wurde.
Nora Friedel ist Vorstandsmitglied von FC Gloria – Frauen* Vernetzung Film und dort Mitorganisatorin der feministischen Filmreihe Feminist Perspectives, in deren Rahmen u. a. Monika Treut und Céline Sciamma zu Gast waren. Außerdem war sie Produktionsleiterin bei mehreren Filmprojekten, darunter Feminism WTF von Katharina Mückstein (2023). Bereits 2005 entstand gemeinsam mit Donat Orovac und dem Frauenhaus St. Pölten der Dokumentarfilm Eiszeiten über Gewalt in der Familie.

## Filmografie (Auswahl)
- 2005: Eiszeiten (Dokumentarfilm, Co-Regie)[9]
- 2015: Ciao Chérie (Produktionsleitung, Casting)[10][11]
- 2016: Mimikri (Drehbuch, Regie, Produktion)
- 2020: Feminism WTF (Research, Produktionsleitung, Regieassistenz)[12]
- 2022: Mein Satz (Produktionsleitung)[1][13]
- 2023: Tod im Weinberg – Blind ermittelt (Drehbuch)[14]

## Auszeichnungen
- 2017: Thomas-Pluch-Drehbuchpreis (Mimikri)[15]
- 2017: Cinematic Achievement Award  in Thess International Short Film Festival (Mimikri)